# Monument de Nizami Ganjavi à Pékin
Le monument de Nizami Ganjavi (en chinois: 纪念碑 尼扎米 • 甘 伽维) est situé dans le parc Chaoyang, à Pékin, en Chine. Yuan Xikun, un artiste chinois, est l'auteur du monument.

## Histoire
Le monument a été créé par Yuan Xikun en réponse à l’invitation de l’Azerbaïdjan à célébrer le 20e anniversaire de l’établissement de relations diplomatiques entre la république populaire de Chine et l’Azerbaïdjan.
Une cérémonie d'ouverture solennelle du monument a eu lieu le 6 décembre 2012. Latif Gandilov, l'ambassadeur d'Azerbaïdjan en Chine, des représentants du ministère chinois des Affaires étrangères et du ministère de la Culture, ainsi que Yuan Xikun, le conservateur du Musée d'art de Jintai. en tant qu'auteur du monument, a dévoilé le monument.

## Architecture
Le monument se compose d'un buste en granit du poète le représentant avec un turban sur la tête. Le nom du poète, les dates de sa naissance et de sa mort ainsi que l'expression «Le grand poète, scientifique et penseur azerbaïdjanais» (en chinois: 阿塞拜疆伟大的诗人，学者和思想家) Il y a aussi une phrase du poète en azerbaïdjanais et chinois:
Qüvvət elmdədir, başqa cür heç kəs
Heç kəsə üstünlük eyləyə bilməz.